# Rugby Africa Gold Cup 2018
La Rugby Africa Gold Cup del 2018 fue la segunda edición de la primera división africana desde la reestructura del 2017.
Este año, no entró Senegal por ubicarse último en la temporada anterior y en su lugar lo hizo Marruecos, campeón de la Silver Cup 2017.
Namibia consiguió el título en forma invicta, y también el pasaje directo a la próxima copa del mundo de Japón 2019. A su vez Kenia, finalizó en la segunda posición de la tabla y tendrá derecho a disputar un repechaje intercontinental para asistir a la cita mundialista.

## Equipos participantes
- Selección de rugby de Kenia (Simbas)
- Selección de rugby de Marruecos (Leones del Atlas)
- Selección de rugby de Namibia (Welwitschias)
- Selección de rugby de Túnez
- Selección de rugby de Uganda (The Rugby Cranes)
- Selección de rugby de Zimbabue (Sables)

## Posiciones
| Pos. | Equipo    | Encuentros | Encuentros | Encuentros | Encuentros | Tantos  | Tantos    | Tantos     | Puntos Bonus | Puntos Totales |
| Pos. | Equipo    | jugados    | ganados    | empatados  | perdidos   | a favor | en contra | diferencia | Puntos Bonus | Puntos Totales |
| ---- | --------- | ---------- | ---------- | ---------- | ---------- | ------- | --------- | ---------- | ------------ | -------------- |
| 1    | Namibia   | 5          | 5          | 0          | 0          | 347     | 69        | + 278      | 4            | 24             |
| 2    | Kenia     | 5          | 4          | 0          | 1          | 206     | 135       | + 71       | 1            | 17             |
| 3    | Uganda    | 5          | 2          | 0          | 3          | 160     | 172       | - 12       | 1            | 9              |
| 4    | Túnez     | 5          | 2          | 0          | 3          | 66      | 279       | - 213      | 0            | 8              |
| 5    | Zimbabue  | 5          | 1          | 1          | 3          | 139     | 162       | - 23       | 1            | 7              |
| 6    | Marruecos | 5          | 0          | 1          | 4          | 96      | 197       | - 101      | 1            | 3              |

Nota: Se otorgan 4 puntos al equipo que gane un partido y 2 al que empate
Puntos Bonus: 1 punto por convertir 4 tries o más en un partido y 1 al equipo que pierda por no más de 7 tantos de diferencia
|  | Campeón y clasifica a GC 2019 y a Japón 2019 |

|  | Clasifica a GC 2019 y a repechaje para Japón 2019 |

|  | Clasificados a Gold Cup 2019 |

|  | Desciende a Silver Cup 2019 |

## Resultados

### Primera fecha
| 16 de junio | Zimbabue | 23 - 23 | Marruecos |  |  |
|             |          | Reporte |           |  |  |

| 16 de junio | Namibia | 55 - 6  | Uganda |  |  |
|             |         | Reporte |        |  |  |

### Segunda fecha
| 23 de junio | Namibia | 118 - 0 | Túnez |  |  |
|             |         | Reporte |       |  |  |

| 23 de junio | Marruecos | 24 - 28 | Kenia |  |  |
|             |           | Reporte |       |  |  |

### Tercera fecha
| 30 de junio | Kenia | 45 - 36 | Zimbabue |  |  |
|             |       | Reporte |          |  |  |

| 30 de junio | Marruecos | 7 - 63  | Namibia |  |  |
|             |           | Reporte |         |  |  |

### Cuarta fecha
| 7 de julio | Kenia | 38 - 22 | Uganda |  |  |
|            |       | Reporte |        |  |  |

| 7 de julio | Túnez | 18 - 14 | Zimbabue |  |  |
|            |       | Reporte |          |  |  |

### Quinta fecha
| 4 de agosto | Uganda | 67 - 12 | Túnez |  |  |
|             |        | Reporte |       |  |  |

| 4 de agosto | Zimbabue | 28 - 58 | Namibia |  |  |
|             |          | Reporte |         |  |  |

### Sexta fecha
| 11 de agosto | Uganda | 47 - 29 | Marruecos |  |  |
|              |        | Reporte |           |  |  |

| 11 de agosto | Kenia | 67 - 0  | Túnez |  |  |
|              |       | Reporte |       |  |  |

### Séptima fecha
| 17 de agosto | Uganda | 18 - 38 | Zimbabue |  |  |
|              |        | Reporte |          |  |  |

| 17 de agosto | Namibia | 53 - 28 | Kenia |  |  |
|              |         | Reporte |       |  |  |

| 17 de agosto | Túnez | 36 - 13 | Marruecos | Stade Mustapha Ben Jannet, Monastir, Túnez |  |
|              |       | Reporte |           |                                            |  |

| Bandera de Namibia |
| Campeón Namibia    |
| Octavo título      |